# Zichisdsiri (Kobuleti)
Zichisdsiri (georgisch ციხისძირი) ist ein Fischerdorf in Georgien, in der autonomen Republik Adscharien, in der Munizipalität Kobuleti.
Es besitzt einen Haltepunkt der parallel zur Küste verlaufenden Bahnlinie nach Batumi und befindet sich an der Europastraße E 70, am Strand vom Schwarzen Meer. 2014 hatte das Dorf 2472 Einwohner.
In der Nähe des Dorfs befinden sich die Ruinen der antiken georgischen Stadt und der Burg Petra. Mit dieser Burg ist auch der Name des Dorfes verbunden: Das georgische Zichis Dsiri (georgisch ციხის ძირი) bedeutet „die Nähe der Burg“.
Zichisdsiri ist ein Seekurort in Georgien.